# Royal College of Music
Ne doit pas être confondu avec Royal Academy of Music (école de musique).
Le Royal College of Music est une prestigieuse école supérieure de musique située à Kensington (Londres).
Fondée en 1882 par le Prince de Galles (futur Édouard VII) pour succéder au National Training School for Music, l'école ouvre en 1883 avec George Grove à sa tête. Le Collège déménage à son adresse actuelle en 1894, dans le quartier culturel Albertopolis, à proximité de l'Imperial College, en face du Royal Albert Hall. Dans la même année, Hubert Parry devient directeur, poste où il restera jusqu'en 1918.
Le Collège enseigne tous les aspects de la musique classique du premier cycle au doctorat. Il accueille également un vaste musée des instruments de musique ouvert au public.

## Département des jeunes
Le département des jeunes (Royal College of Music Junior Department) accueille plus de 800 élèves âgés de 10 à 18 ans qui y apprennent de tous les instruments, le chant, la composition, la pratique collective à travers les différents ensembles et orchestres. Le département est actuellement dirigé par Peter Hewitt. Les auditions pour y rentrer se tiennent chaque année vers Pâques. Une session d'été a lieu chaque année pour une trentaine de jeunes musiciens venant de tout le Royaume-Uni. Des projets sont à l'étude pour élargir le champ de cette session d'été.

## Musée des instruments

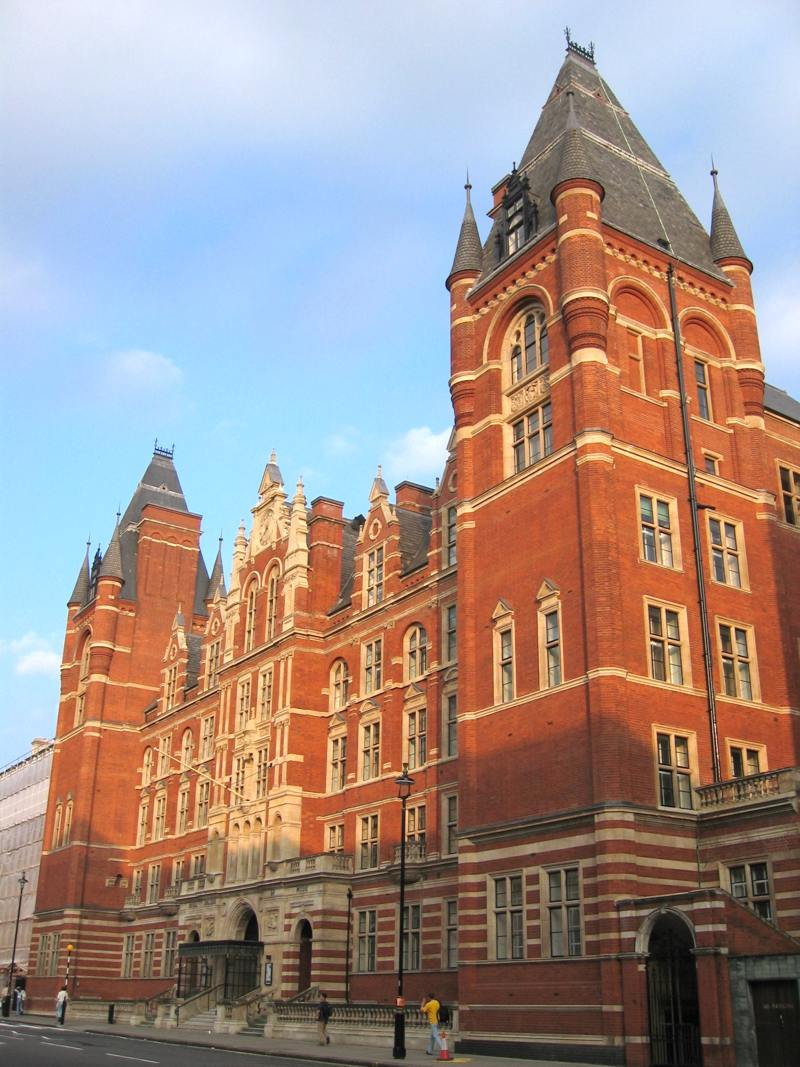
Le Royal College of Music vu de Prince Consort Road (Londres)

Le musée des instruments du Collège se compose d'une collection de 800 pièces principalement occidentales, bien que quelques-unes soient originaires d'Afrique et d'Asie. Il est hébergé dans des locaux spécialement conçus pour lui en 1970 et ouvre ses portes au public deux après-midi par semaine. La collection comprend notamment une douzaine de violons Stradivarius ainsi que le plus ancien clavecin du monde (un clavicytherium ou clavecin vertical), daté de 1480 environ.

## Autres collections

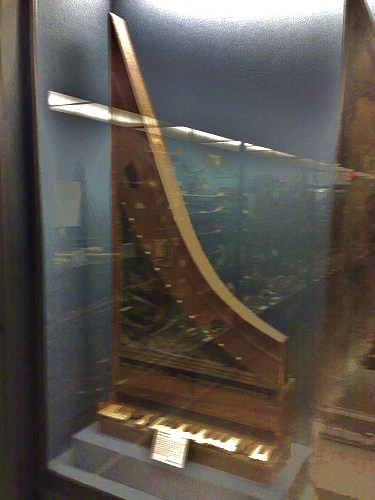
Clavicytherium de 1480

Les collections de prêt et les réserves du Collège comptent plusieurs centaines de milliers de pièces : de nombreux manuscrits, notamment de compositeurs comme Mozart et Haydn, beaucoup de lettres, parmi lesquelles un nombre considérable de la main de Beethoven, des dizaines de milliers de premières éditions de pièces musicales, des milliers d'enregistrements et une vaste bibliothèque qui contient les collections de plusieurs centaines de journaux musicaux. Les partitions modernes sont disponibles en prêt quand elles ne sont pas utilisées par le Collège.
Le département Portraits et Histoire des Représentations a quant à lui une collection de 340 portraits originaux et 10 000 estampes et photographies; une collection de 600 000 programmes de concert de 1720 jusqu'à nos jours; et d'autres documents relatifs à l'opéra, aux instruments, et à la conception des salles de concert.

## Élèves célèbres
Quelques élèves célèbres du Royal College of Music :
- Ralph Vaughan Williams (1872 - 1958), compositeur
- Landon Ronald (1873 - 1938), chef d'orchestre et compositeur
- Gustav Holst (1874 - 1934), compositeur
- Agnes Nicholls (1876-1959), chanteuse soprano
- Rutland Boughton (1878 - 1960), compositeur
- Franck Bridge (1879 - 1941), compositeur et altiste
- John Ireland (1879 - 1962), compositeur et pianiste
- Leopold Stokowski (1882 - 1977), chef d'orchestre
- George Butterworth (1885 - 1916), compositeur
- Arthur Bliss (1891 - 1975), compositeur
- Eugène Goossens (1893 - 1962), chef d'orchestre
- Noel Gay (en) (1898 - 1954), compositeur de chansons
- Constant Lambert (1905 - 1951), compositeur
- Michael Tippett (1905 - 1998), compositeur
- Peter Pears (1910 - 1986), chanteur
- Benjamin Britten (1913 - 1976), compositeur
- Charles Groves (1915 - 1992), chef d'orchestre
- Madeleine Dring (née en 1923 et morte en 1977), violoniste, pianiste, chanteuse et compositrice britannique.
- Neville Marriner (né en 1924), chef d'orchestre
- Joan Sutherland (1926-2010), cantatrice
- Colin Davis (né en 1927), chef d'orchestre
- Julian Bream (né en 1933), guitariste et luthiste
- James Galway (né en 1939), flûtiste
- John Williams (né en 1941), guitariste
- Jon Lord (1941-2012), pianiste, organiste, compositeur
- Thomas Allen (né en 1944), chanteur
- Andrew Davis (né en 1944), chef d'orchestre
- John Lill (en) (né en 1944), pianiste
- Barbara Thompson (1944-2022), saxophoniste de jazz et compositrice
- Trevor Pinnock (né en 1946), claveciniste et chef d'orchestre
- David Helfgott (né en 1947), pianiste
- Andrew Lloyd Webber (né en 1948), compositeur
- Jane Sinclair Wells (née en 1952), compositrice et saxophoniste britannique.
- Robert Woolley, (né en 1954), claveciniste, organiste et pianofortiste classique britannique, professeur de clavecin.
- Linda Nicholson (née en 1955), pianofortiste et claveciniste classique britannique
- Sarah Brightman (née en 1960), Chanteuse
- Wayne Marshall (né en 1961), pianiste, organiste et chef d'orchestre
- Jeremy Filsell (né en 1964), organiste[1]
- Kenneth Hesketh, (né en 1968), compositeur
- Jason Kouchak (né en 1969), pianiste/chanteur
- Elena Langer (née en 1974), compositrice britannique d'origine russe
- Mika (né en 1983), auteur-compositeur et chanteur pop americano-libanais
- Fanny Clamagirand, née en 1984, violoniste
- Lara Melda Ömeroğlu, née en 1987, pianiste
- Sophie Yates, claveciniste, virginaliste
- Fleuranne Brockway (née en 1992), mezzo-soprano australienne.